# Burgus Burgsalach

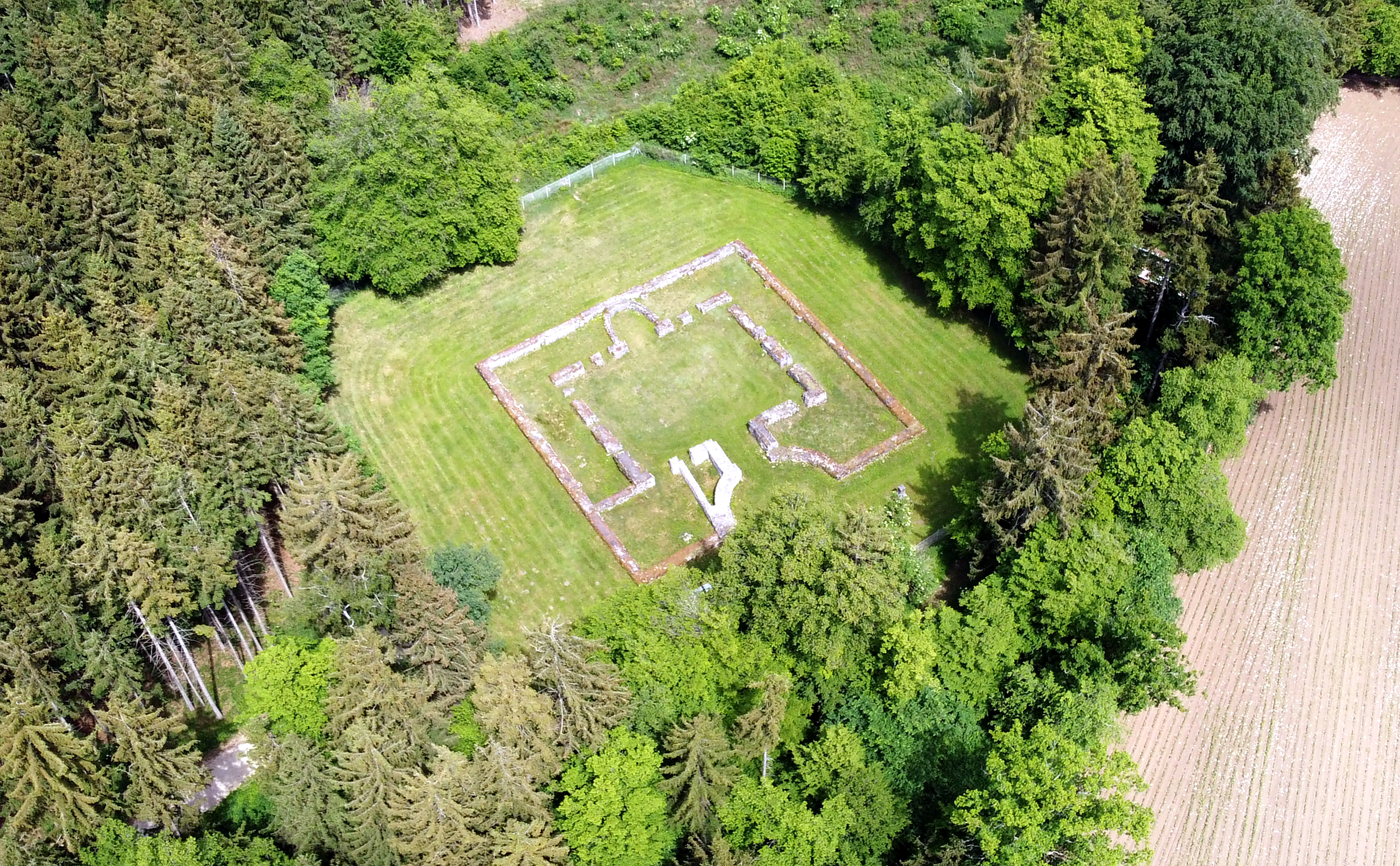
Der Burgus aus der Luft (2020)

Der Burgus Burgsalach, der auch unter den Namen Kleinkastell „In der Harlach“ und Kastell Burgsalach bekannt wurde, war ein römisches Militärlager, das nahe der zum UNESCO-Weltkulturerbe erhobenen Rätischen Mauer errichtet wurde und südlich des Dorfes Burgsalach im Landkreis Weißenburg-Gunzenhausen in Bayern liegt. Die höchstwahrscheinlich für eine Hundertschaft (Zenturie) errichtete steinerne Fortifikation ist eine der jüngsten Anlagen am obergermanisch-rätischen Limes und wurde im 3. Jahrhundert gegründet. Ihre Architektur ist für deutsche Kastelle einzigartig.
Der Nachweis eines Fahnenheiligtums zeigt, dass die dort liegende Zenturie ein eigenes Feldzeichen besessen hat und als eigenständige taktische Einheit operierte.

## Lage
Der Burgus Burgsalach liegt auf der Flur „Harlach“, südwestlich des Dorfes Burgsalach. Er befindet sich auf der Hochfläche der Südlichen Frankenalb und wurde rund 1,3 Kilometer hinter dem Limes direkt an der damals wichtigen Verbindungsstraße zwischen den Kastell Weißenburg und Kastell Pfünz angelegt. Diese römische Straßentrasse befindet sich streckenweise noch in einem ausgezeichneten Zustand.

## Forschungsgeschichte

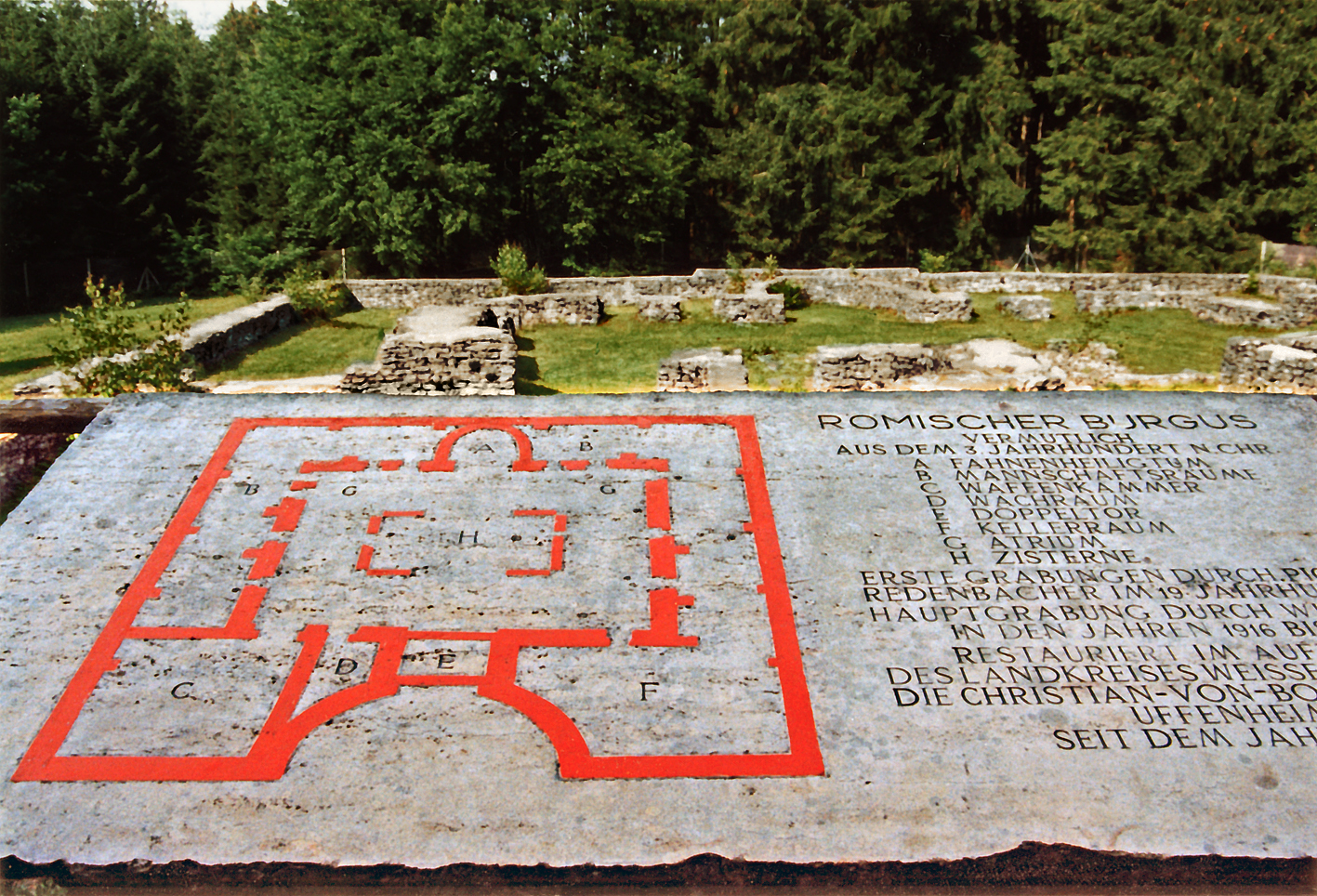
Das Kleinkastell, wie es seit der Sicherung 1965 vom Hügel mit dem Grabungsschutt aus präsentiert wird.

1790 waren nach einer Notiz des Pappenheimer Dechanten und Konsistorialrats Michael Redenbacher (1764–1816) die baulichen Überreste – damals unter dem Namen „Altes Schlösschen“ bekannt – noch „vortrefflich erhalten“. Darüber hinaus sah er mehrere dem Kaiser Septimius Severus (193–211) geweihte Altäre. Im Jahr 1800 führte der Geistliche Rat und Professor der Mathematik Ignaz Pickel (1736–1818) aus Eichstätt die erste bekannt gewordene Grabung durch, die jedoch keine wesentlichen Erkenntnisse brachte, „weil seine Untersuchung zu flüchtig war“, wie der Archäologiepionier Franz Anton Mayer (1773–1854) 1835 schrieb. Trotzdem überlieferte Pickel eine erste Grundrissskizze. Es zeigte sich später, dass der Geistliche Rat bei seiner Untersuchung nicht in die Tiefe gegraben hatte, sondern lediglich dem oberflächlichen Verlauf der Mauern nachgegangen war. 1805 erfolgte eine Nachgrabung durch Redenbacher. Von dieser Grabung sind viele vorgefundene bauliche Details überliefert, die später, aufgrund des immer stärkeren Verfalls des Bauwerks, verloren gingen. Ein Plan, den Redenbacher hinterließ, wies zeichnerische Fehler auf. Die halbrunde Apsis im Nordosten bezeichnete er als „Thurm“. Trotzdem ließ sich seine grundsätzliche Aufmaßung mit der Realität gut übereinbringen.
Mayer hielt die Anlage aufgrund ihrer Bauweise und des fehlenden Grabens – den Redenbacher 1790 allerdings noch gesehen haben will – für eine Herberge (Mansio). Dieser Meinung schloss sich 2011 der Archäologe Andreas A. Schaflitzl an, wobei eine letztendliche Bewertung nicht möglich ist.
Eine anhaltende Zerstörung des Areals setzte erst nach den frühen Grabungen ein. Insbesondere die Mär von einem Schatz, der „beim Schlössel“ vergraben sein sollte, ermutigte Raub- und Schatzgräber, die Ruinen immer wieder umzugraben. Offensichtlich bei einem von Bauern veranstalteten Raubzug kam 1831 ein römischer Schlüssel zutage, den Mayer in seine Sammlung bekam und als Schlüssel vom Haupttor der Herberge interpretierte. Aufgrund seiner Popularität wurde der Burgus überregional bekannt. 1861 ließ der bayerische König Maximilian II. Joseph eine noch heute erhaltene Gedenkstele bei den Ruinen aufstellen, die den Ort fälschlicherweise als Colonia tituliert.
Nachdem sich die Grundstücksbesitzer beharrlich geweigert hatten, den Limesforscher Wilhelm Kohl (1848–1898) an diesem Platz graben zu lassen, gelang es dem Historischen Verein Weißenburg mit Mitteln der Kreisregierung von Mittelfranken im Jahr 1915 das Gelände anzukaufen. In den Kriegsjahren 1916 und 1917 konnte während zweier Kampagnen unter der Leitung von Friedrich Winkelmann (1852–1934), einem Streckenkommissar der Reichs-Limeskommission (RLK), das zu dieser Zeit trotz allem noch sehr gut erhaltene, bis zu zwei Meter hohe Gemäuer systematisch ergraben und untersucht werden. Die Mittel zu dieser Grabung stellte das Königlich Bayerische Generalkonservatorium bereit. Im Frühjahr 1916 legte Winkelmann die Nord- und Südfront sowie den Lichthof frei, im Mai des darauffolgenden Jahres widmete er sich den beiden anderen Flügeln. Winkelmanns Grabungen waren die ersten und letzten im 20. Jahrhundert. Nach Abschluss der Untersuchungen wurden die Baureste zur Konservierung der teilweise empfindlichen Befunde bis auf die Höhe von einem Meter wieder zugeschüttet.
Während der ersten Hälfte des 20. Jahrhunderts wurde der Bau endgültig ein Opfer von Witterung und natürlichem Verfall. Auch blieb er zumindest zeitweilig noch ein Opfer menschlicher Verwüstung, insbesondere des Steinraubs. Im weiteren Verlauf geriet das Areal jedoch aus dem Blickfeld der Öffentlichkeit und die Natur eroberte es sich zurück. Erst 1962 wurden die inzwischen auf dem Gelände gewachsenen Bäume gefällt und das Mauerwerk provisorisch repariert. Da diese erste Sanierungsmaßnahme keinen anhaltenden Schutz vor der Witterung bieten konnte, wurden 1965/1966 Schüler und Lehrkräfte des Christian-von-Bomhard-Gymnasiums Uffenheim eingesetzt, um unter der Anleitung des Bayerischen Landesamts für Denkmalpflege und mit Unterstützung des amerikanischen Militärs die übrig gebliebenen Mauerstümpfe erneut zu sanieren, aufzumauern und mit einer dicken Schicht Zement abzudecken. Bei diesen Arbeiten kam auch schweres Gerät, darunter Bagger, zum Einsatz. Aus dem im Kastellareal liegenden Schutt wurde der heute vor dem Haupttor liegende Aussichtshügel errichtet. Das Gymnasium übernahm anschließend die Patenschaft für die laufende Pflege an dem Bauwerk. In diesem Zustand verblieb das Baudenkmal bis 2008. Damals fanden mit der Anlage von drei kleinen Sondagen erstmals seit 1917 wieder wissenschaftliche Untersuchungen statt. Zudem wurde mit der mehrere Jahre dauernden Neukonservierung begonnen. Diese Maßnahme schloss auch Überlegungen für den zukünftigen Erhalt der Ruine mit ein. Zwischen 2010 und 2013 entstand der aus Bundesmitteln und der Sparkassen-Kulturstiftung finanzierte Römererlebnispfad Burgsalach. Unter anderem weisen nun neben der 1965 errichteten Steinplatte mit dem Grundriss der Anlage drei plastisch ausgeführte Bronzemodelle auf die verschiedenen Rekonstruktionsmöglichkeiten der Anlage hin. Zu dem Projekt gehörte auch die mit Hilfe von Werkverträgen erfolgte wissenschaftliche Aufarbeitung der Altgrabungen und die Sondierung des tatsächlich erhaltenen antiken Mauerbestands. Die so entstandenen Abwicklungen aller Wände dokumentiert nun anhand des 1916 und 1917 erstmals photographisch dokumentierten Zustands die dramatischen Verschlechterungen bis ins 21. Jahrhundert. Ein weiterer Punkt war die Mustersanierung eines Abschnitts des Zangentores, das in die Anlage führt. Diese war im Juli 2011 bereits weitgehend abgeschlossen.
Die früher für diese Anlage meist gewählte Bezeichnung „Burgus“ bezeichnet eigentlich kleinere spätantike Kastellplätze im Grenzgebiet. Das von den Römern aus dem Germanischen entlehnte Wort ist im militärischen römischen Sprachgebrauch jedoch bereits seit dem Ende des 2. Jahrhunderts nachweisbar.

## Baugeschichte

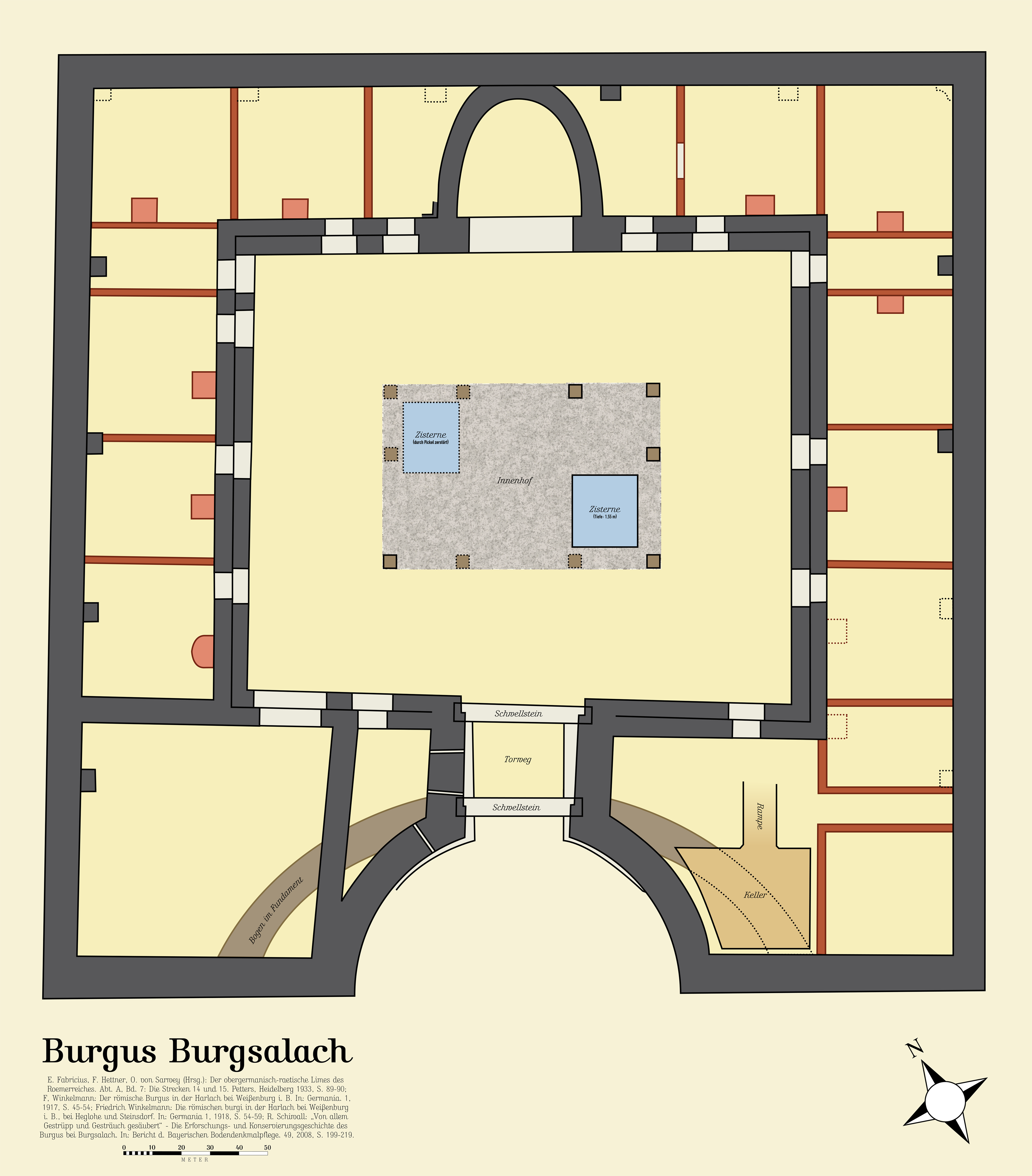
Der Grundriss des Burgus nach den Forschungsergebnissen von Friedrich Winkelmann (1917/1918) sowie Renate Schiwall (2008)

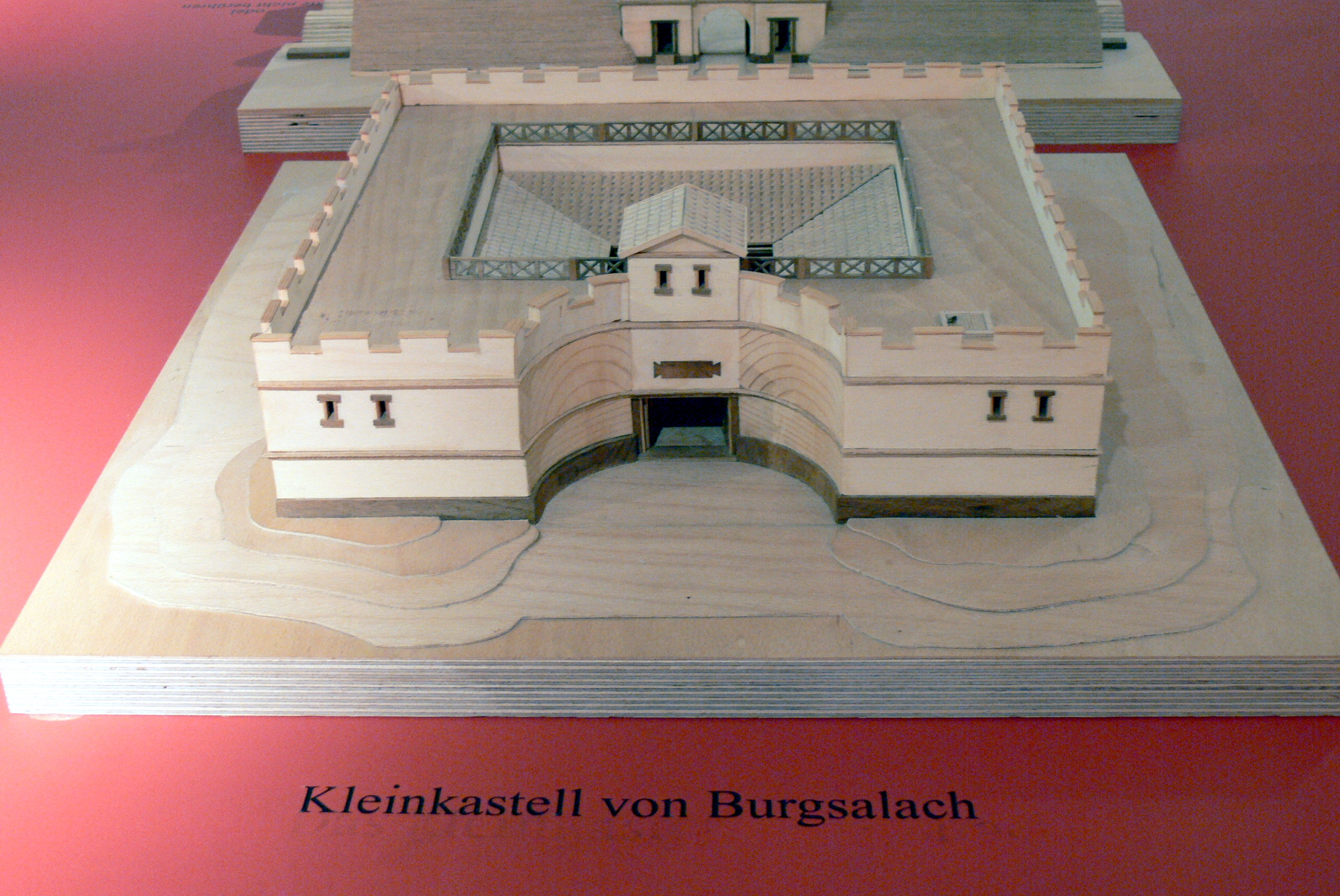
Rekonstruktionsversuch des Kleinkastells im Römermuseum Weißenburg

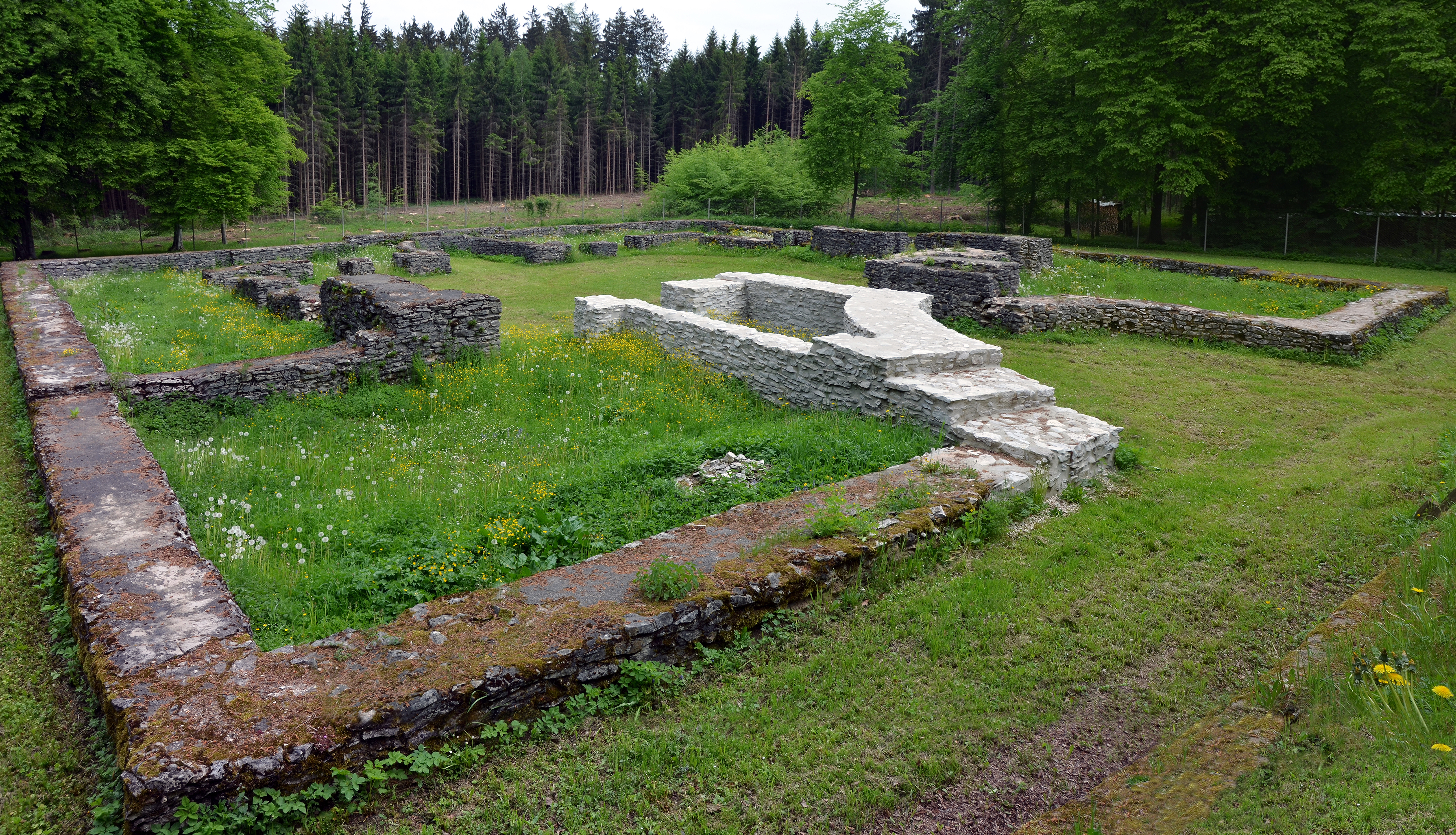
Blick über die Anlage mit dem bis 2013 restaurierten Abschnitt des Zangentores (2015)

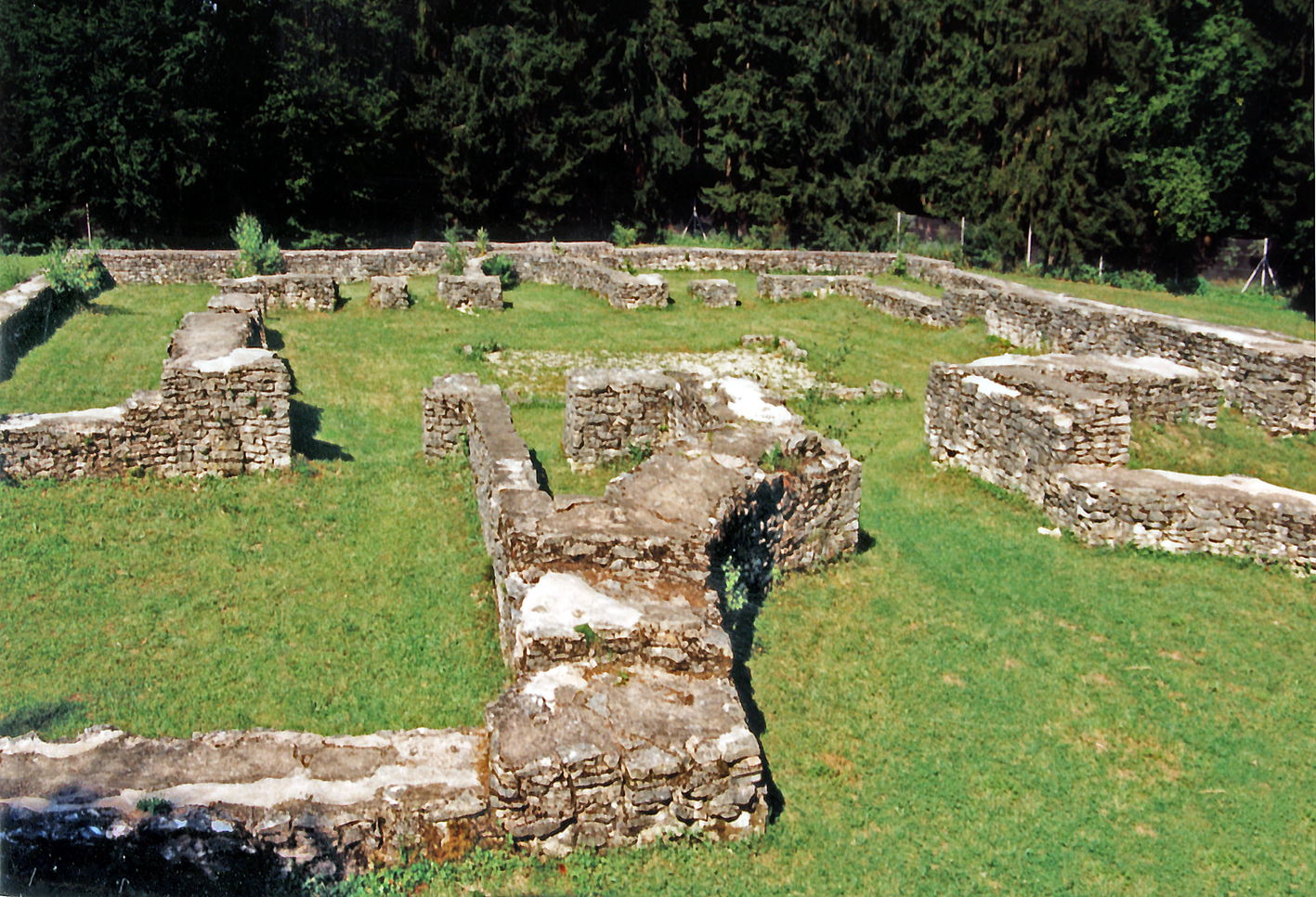
Blick auf das Kastellareal, deutlich sichtbar ist das zangenförmige Tor im Vordergrund (1991)

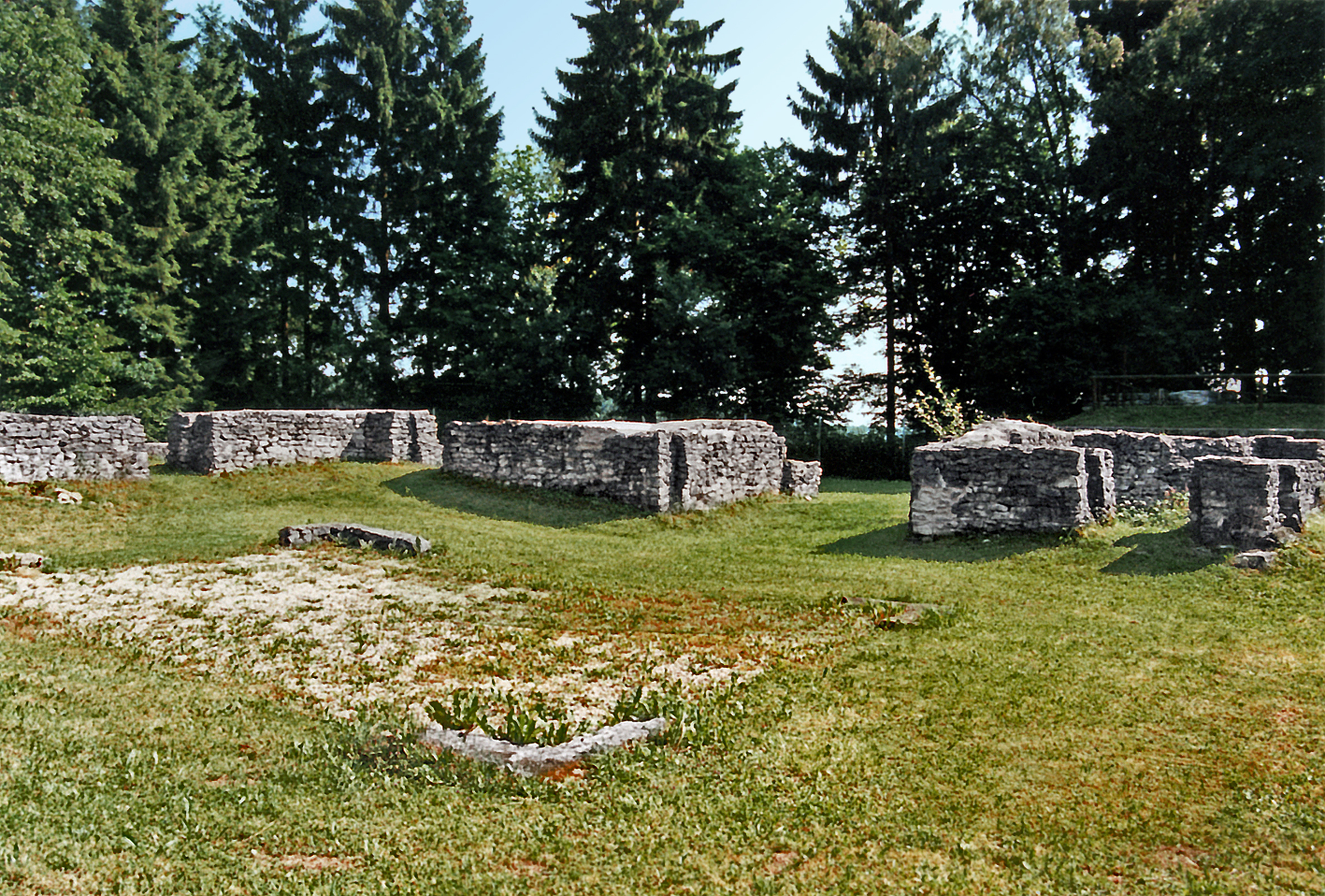
Blick aus dem hinteren Teil des Lagers über den Innenhof mit seiner geschotterten Fläche auf das Tor (1991)

In seiner architektonischen Gestaltung wurden am gesamten obergermanisch-rätischen Limes bisher keine vergleichbaren Fortifikationen beobachtet. Wie der Archäologe Wilhelm Schleiermacher (1904–1977) 1962 feststellte, war der karreeförmige Grundriss der Burgsalacher Anlage „schon immer“ mit spätrömischen Befestigungsbauten in Kleinasien oder Nordafrika verglichen worden, wobei speziell die nordafrikanischen Parallelen stets hervorgehoben wurden. Dort entdeckte man römische Militärlager, die in ähnlicher Grundrissplanung aus dem frühen 4. Jahrhundert stammen. Außerdem ist von dort auch der lateinische Name dieses Wehranlagentyps inschriftlich überliefert: Er wird Centenarium genannt. Eventuell steht seine Errichtung mit der Anwesenheit von Angehörigen der Legio III Augusta aus Lambaesis in Africa in Zusammenhang. Die Legion war im Zuge von Machtkämpfen unter den Gordianenkaisern aufgelöst und ihre Mannschaften in verschiedene Provinzen strafversetzt worden. Bei dieser Gelegenheit könnten die in Raetien stehenden Truppenteile diese Befestigung errichtet haben, was sich allerdings nicht beweisen lässt. Die Legion fiel damals unter die damnatio memoriae und durfte dementsprechend auch keine Bauinschriften mit ihren Namen hinterlassen.
Man geht heute davon aus, dass das Kleinkastell aufgrund seiner architektonischen Eigenheiten in die letzte Sicherungs- und Ausbauphase des Limes gehört, die in die Regierungszeit Kaiser Caracallas (211–217) fällt, der 213 den Limes und seine Kastelle an vielen Stellen persönlich in Augenschein nahm.

### Umwehrung und Tor
Nach Redenbacher war der Bau von einem damals noch sichtbaren Graben als Annäherungshindernis umgeben. Winkelmann, der über 100 Jahre später Suchschnitte an allen Seiten der Anlage ansetzen ließ, stellte demgegenüber fest, dass es keine Graben gegeben haben kann. Die Seitenlängen des leicht unregelmäßigen, fast quadratischen Grundrisses von 32,60 (SW) × 32,40 (NW) × 31,90 (NO) × 32,60 (SO) Metern entsprechen 100 römischen Fuß. Die neuere Forschung geht zumeist von einem voll ausgebauten zweiten Geschoss aus, das von den starken Mauern und Fundamente getragen werden konnte. Die Besatzung soll einer Zenturie mit einem befehlshabenden Centurio entsprochen haben. Die Innenbebauung des Gevierts nimmt die Gestaltung spätantiker Befestigungen vorweg. Wohn- und Verwaltungsräume gliedern sich um einen quadratischen Innenhof und befanden sich in Räumen, die direkt an die 1,20 Meter breite Umfassungsmauer grenzten. Der Fundamentsockel dieser Mauer springt nach außen nochmals um 0,15 Meter vor. Als Besonderheit besitzt diese Ringmauer an ihrer Südwestseite einen sich halbkreisförmig in das Kastellinnere wölbenden Vorhof. Die äußere lichte Weite dieses Halbkreises, die mit der Fluchtung der Umfassungsmauer abschließt, beträgt 11,25 Meter; an seinem tiefsten Punkt besitzt er einen Radius von 5,30 Metern. Dort beginnt der 3,5 Meter breite Torweg. Nach einem Meter folgt das erste zweiflügelige Tor, nach weiteren 4,40 Metern folgt das zweite entsprechend konstruierte Tor. Winkelmann konnte noch die Schwellen und Anschläge der Torflügel feststellen. Nach dem zweiten Tor folgte der Innenhof der Befestigung. Ein solcher sich trichterförmig zum Torverschluss verengender Zugang wurde auch beim Südtor, der Porta decumana des Kastells Theilenhofen, an der Porta decumana des Kastells Faimingen, und am Westtor des Legionslagers Vindonissa entdeckt werden. Vor allem aber konnte er bei nordafrikanischen Militärplätzen wie dem algerischen Legionslager Lambaesis und dem Kastell Gholaia (222 n. Chr.) auf heute libyschem Boden, nachgewiesen werden. Die bauhistorische Zuordnung dieses Tortyps fällt in die Zeit des späten 2. Jahrhunderts. Über dem Torbogen wird am Burgus Burgsalach vielfach ein Turm angenommen. Rechts des Durchlasses vermuten die Forscher eine Offizierswohnung oder ein Magazin, links einen Treppenaufgang. Probleme bereitet der Wissenschaft die zeitliche bauhistorische Zuordnung und Interpretation der unter den Räumen links und rechts des Tores festgestellten, halbkreisförmig einspringenden Mauerung, die wie eine wesentlich weitere Ausführung des heute sichtbaren halbrunden Torverschlusses erscheint. Möglicherweise wurde diese ältere Bauausführung schon während der Errichtung als zu groß empfunden und aufgegeben.

### Innenbebauung
Gegenüber dem Tor befand sich auf der anderen Seite des Baukörpers eine an die nördliche Umfassungsmauer anstoßende, halbrunde Apsis, die als Fahnenheiligtum gedeutet wurde. Deren Boden lag rund 25 Zentimeter höher als das umgebende Laufniveau. Die Ausgestaltung des Heiligtums mit Apsiden war in den römischen Kastellen speziell im germanischen Raum seit Mitte des 2. Jahrhunderts üblich geworden. 1805 fanden sich hier noch drei Steine aus schlechtem Sandstein, deren Inschriften teils unleserlich waren. Links und rechts des Fahnenheiligtums wird die Wohnung des Centurios angenommen. Insgesamt konnten im Erdgeschoss zehn Räume mit je 20 Quadratmetern Grundfläche nachgewiesen werden, die größtenteils durch Holzfachwerk getrennt waren. Von diesen Trennwänden fanden sich im Boden noch horizontale Gräbchen sowie Abdrücke im Mörtel der Außenwände. In etlichen dieser Räume wurde auch je eine gemauerte Herdstelle vorgefunden, die stets nachträglich eingebaut worden war, wie der erhaltene Wandverputz dahinter belegt. Der Größe nach waren diese Zimmer für acht bis zehn Personen bewohnbar.
Bei der 2008 abgeschlossenen Neuüberprüfung der alten Grabungsbefunde Winkelmanns durch die Archäologin Renate Schiwall stellte sich heraus, dass es möglicherweise einen Umbau oder eine während der Errichtung vorgenommene Planungsänderung der inneren Strukturen gegeben hat, zu der auch die bereits beschriebene Änderung an der südlichen Außenfassade gehört haben könnte. So waren die den Innenhof umfassenden Mauern doppelt so stark ausgeführt worden wie ursprünglich vorgesehen. Winkelmann fand zwei dicht nebeneinandergesetzte Mauern vor. Die eine war 0,55 Meter, die andere 0,65 Meter breit. Es zeigte sich, dass diese insgesamt 1,20 Meter breiten Mauern nur am Zugang zur Apsis sowie am Haupttor im Verband standen. Anderenorts drohten sie während der Ausgrabung auseinanderzukippen, weshalb sie gestützt werden mussten. Obwohl Winkelmann seine ausführliche Beschreibung zu diesem Befund in dem abschließenden Bericht ganz knapp als Fehleinschätzung ansah, war Schiwall davon überzeugt, dass die erste Beobachtung des Ausgräbers wohl richtig gewesen ist.
Auch an der Umfassungsmauer der Anlage hat es nachträgliche Änderungen gegeben. So wurde die Innenseite – mit Ausnahme der Südwestseite – in regelmäßigen Abständen von rechteckigen Wandvorlagen gegliedert, die auf einer Höhe von rund einem Meter einen Absatz besaßen und anschließend nur noch halb so breit weiter nach oben strebten. Wie die Befunde zeigen, waren einige diese Vorlagen, die im Übrigen keinerlei Bezug zu der ausgeführten Innenbebauung hatten, bereits in römischer Zeit abgeschlagen worden.
In den nicht überdachten Ecken des Innenhofs fanden sich zwei schräg gegenüberliegende rechteckige Zisternen (Cisternae), mit denen die Bewohner des Burgus zumindest zeitweilig unabhängig mit Trinkwasser versorgt werden konnten. Das südöstliche, 2,25 × 2,50 Meter große, mit Lehm verdichtete Becken war bei Winkelmanns Grabungen rund 1,55 Meter tief und mit einer Schicht herabgefallener Dachziegel verfüllt. Das nordwestliche Becken hatten die Grabungen des frühen 19. Jahrhunderts bereits stark in Mitleidenschaft gezogen. Mithilfe der Nachgrabungen 2008 konnten einige der von Winkelmann zum Hof gemachten Beobachtungen kritisch überprüft werden. Es wurde deutlich, dass der Innenhof von rund 25 Zentimeter tief eingelassenen tragenden Holzpfeilern umgeben war, die ihn vermutlich peristylartig gliederten. Somit trugen sie wohl ein in den Hof geneigtes, nachweislich mit Ziegeln gedecktes Pult- oder Schleppdach, das einen witterungsgeschützten Umgang möglich machte. Von diesem Umgang aus erschlossen sich fast alle im Erdgeschoss befindlichen Räume. Die von Winkelmann angegebenen Mäuerchen zwischen den Holzpfeilern hat es aber offensichtlich nicht gegeben; sie werden nun als Fehlinterpretation gedeutet.
Ein 3,70 Meter langer und 3,20 bis 4,76 Meter breiter Keller, der die Strukturen des älteren, weiteren Mauerbogens an der Südwestfront störte, konnte in dem Raum unmittelbar rechts am Toreingang festgestellt werden. Zu dem 1,2 Meter tief gelegenen Raum führte eine zwei Meter lange Rampe hinab. Der an den Keller östlich anstoßende 4,30 × 4,60 Meter große Raum, der gleichzeitig in der Südostecke des Kleinkastells liegt, wies einen „schön betonierten“ Estrich auf. Seine Wände bestanden aus Fachwerk.
Wie sich das zweite Geschoss des Bauwerks gestaltete, ist unklar. Aufgefundene Gesimsteile deuten jedoch eine äußere bauliche Gliederung an.

### Ausstattung
Redenbacher berichtete über seine Grabung von 1805, dass er die Wände im Inneren des Bauwerks verputzt und „marmorartig mit bunten, meistens aber mit rothen, und blendendweissen Farben überzogen“ vorgefunden hatte. Die Böden bestanden aus Gips und waren gleichfalls farbig gehalten. Der Ausgräber stellte im Bereich der Apsis fest, dass der dortige, qualitativ hochwertige Gipsfußboden weiß und spiegelglatt war. Seine Oberfläche besaß noch einen matten Marmorglanz. Auch die Wände des Heiligtums waren in ähnlicher Weise ausgestattet. Von all diesen Befunden ist heute nichts mehr erhalten. Winkelmann konnte bei seinen Nachgrabungen über 100 Jahre später aber ebenfalls noch Verputzreste feststellen.

## Truppe
Durch die etwas abseitige Lage des Centenariums vom Limes und seiner eindeutigen Ausrichtung zur Römerstraße erklärt sich seine mögliche Funktion zur Straßenüberwachung. Die Kastellbesatzung könnte daher zur Straßenpolizei (Benefiziarier) gehört haben. Thomas Fischer stellte die Überlegung an, dass die Besatzung Teil der nach 238 aufgesplitterten und unter anderem auch nach Rätien strafversetzten Unterabteilung der in Lambaesis gelegenen Legio III Augusta gewesen ist. Das könnte auch die bauliche Nähe des Kleinkastells zu den nordafrikanischen Lagern erklären.

## Funde
Neben den heute verschollenen Inschriftensteinen, die 1790 und 1805 noch genannt werden, erwähnt Redenbacher eine Statuette des Priapos. Winkelmann barg noch sieben kleine Fragmente der über dem Tor angebrachten Inschrift aus leicht zu bearbeitendem Keupersandstein. Deutlich lesbar war auf einem der kaum handgroßen Bruchstücke noch der Buchstabe „F“. Ursprünglich war diese Inschriftenplatte mit feinem Mörtel überzogen und die vertieften Buchstaben rot ausgemalt. Auch das weitere Fundmaterial aus seiner Grabung war sehr spärlich. Dazu gehörten eine stark abgenutzte Münze aus der Regierungszeit des Kaisers Hadrian (117–138), eine Lanzenspitze, ein Messer, ein kleiner Hammer, das Fragment einer Schere und wenige Keramikscherben. Unter diesen Scherben befanden sich die Bodenstücke von zwei Terra-Sigillata-Tellern mit den Herstellerstempeln AVCVSF und BITV ..., ein mit Bleistreifen und Nieten geflicktes Tellerrandstück sowie das Bruchstück einer rätischen Schüssel mit Stern- und Streifenmuster, wie sie auch am Kastell Pfünz zutage kam. Die vorgefundene Keramik deutet auf eine Herstellung im 2. Jahrhundert n. Chr. hin.

## Holz-Erde-Lager Burgsalach

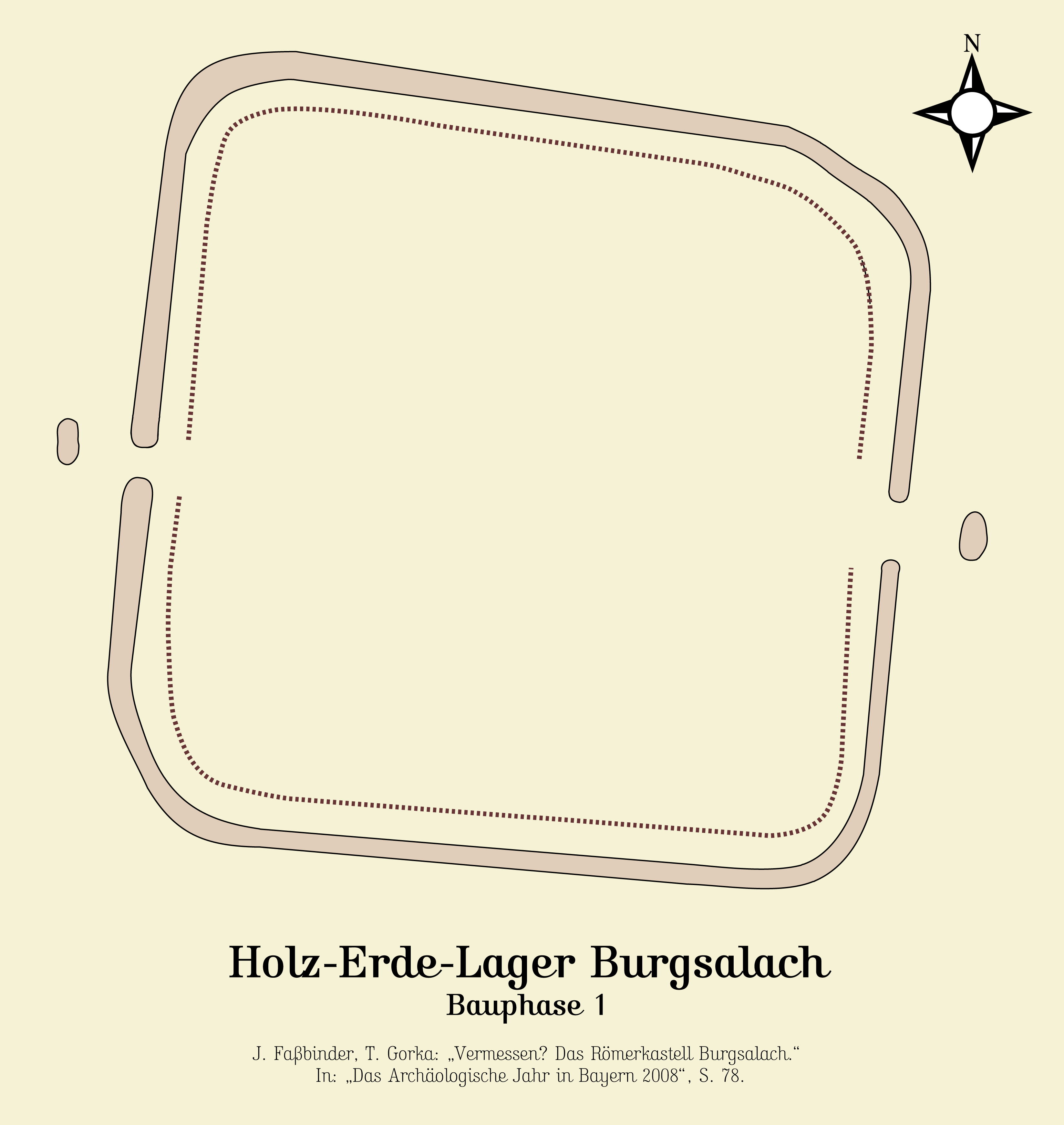
Das Erdlager der ersten Bauphase

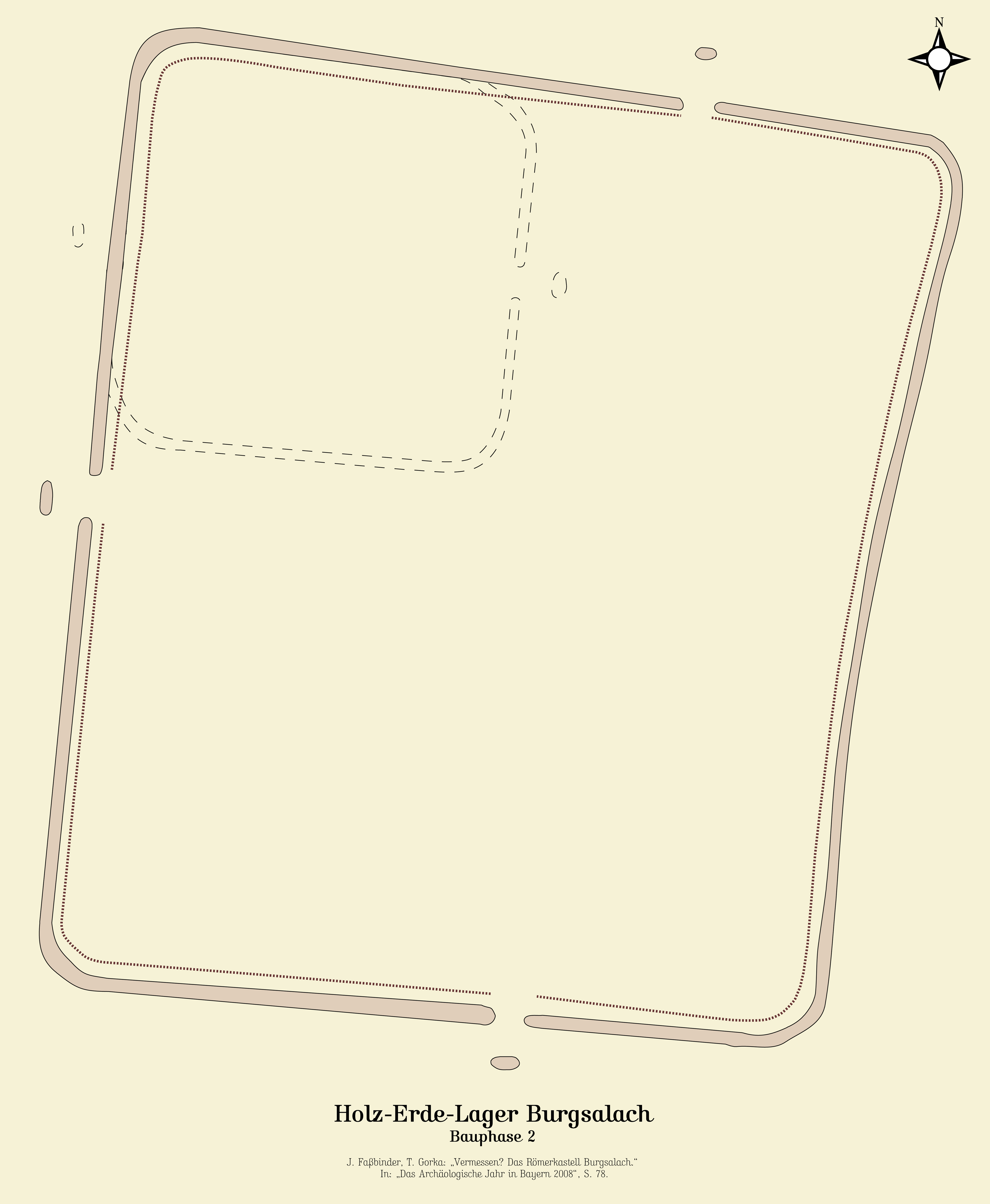
Das Lager nach seiner Erweiterung

### Forschungsgeschichte
1978 wurde durch den Luftbildarchäologen Otto Braasch rund 350 Meter südöstlich des Kleinkastells ein weiteres, ein Hektar großes rechteckiges, zweiphasiges Lager mit abgerundeten Ecken entdeckt, das mit seinen Schmalseiten ungefähr nordsüdlich orientiert war. Die Römerstraße zieht südwestlich an der Anlage vorbei. Allem Anschein nach nimmt die Befestigung auf diese Trasse Rücksicht, was eine nähere zeitliche Stellung zulassen könnte. Der Platz wurde auch in den darauffolgenden Jahren beflogen. Im Sommer 1983 zeigte sich erstmals ein kleines, sich abgrenzendes Geviert des älteren Holz-Erde-Lagers in der Nordwestecke der auf einem sehr mageren Boden errichteten Befestigung. Im April 2008 wurde das gesamte Gelände unter der Leitung des Geophysikers Jörg Faßbinder vom Bayerischen Landesamt für Denkmalpflege magnetometrisch untersucht.

### Baugeschichte

#### Kleines Holz-Erde-Lager
Die magnetometrische Erforschung brachte wichtige baugeschichtliche Details des Platzes. Durch die spezielle geologische Bodenbeschaffenheit wurde dieses Unternehmen begünstigt, wodurch sich der seltene Aufschluss ergrab, Aussagen zu der stratigraphischen Abfolge, der Bebauungsstärke und dem Nutzungsgrad zu machen. Wohl während der Eisenzeit bestand an dem Platz eine Siedlung aus Pfostenbauten. Diese standen in lockerer, unregelmäßiger Bebauung zueinander. Als römische Soldaten hier ein erstes, rund 45 × 50 Meter umfassendes Lager errichteten, bestand diese Siedlung nicht mehr. Die kleine Befestigung besaß zwei Zufahrten im Osten und Westen. Dies verdeutlicht der vor den Toren aussetzende, einfache Graben. Die Tore werden zusätzlich durch je einen vorgelagerten, etwas versetzt zum Hauptgraben gezogene kurzen Graben (Titulum) gesichert, der einen Frontalangriff auf die Zufahrten zumindest schwächen sollte. Das Osttor öffnet sich zum Limes, das Westtor zur Römerstraße. Als Annäherungshindernis lag hinter diesem Graben eine hölzerne Palisade. Spuren einer Innenbebauung existieren offenbar nicht. Die Befestigung war wohl nur kurzfristig im Einsatz.

#### Großes Holz-Erde-Lager
Mit der zweiten Bauphase vergrößerte sich das kleine Lager um ein Vierfaches. Dabei wurde seine West- und Nordflanke von der Fluchtung des Neubaus übernommen und direkt überlagert. Der singuläre Lagergraben der zweiten Phase besaß im Westen eine ungefähre Seitenlänge von 113 Metern. Im Osten wurden 109 Meter gemessen. Die Schmalseiten waren im Norden 97 Meter und im Süden 93 Meter lang. Die Anlage mit ihrem schiefen Grundriss scheint vor der Errichtung etwas nachlässig vermessen worden zu sein, was auch die Ostflanke deutlich macht, die ohne ersichtliche Grundlage konkav verläuft. Das neue Lager erhielt drei Zufahrten. Je eine an den Schmalseiten im Norden und Süden sowie eine Westen, erneut zur antiken Straßentrasse hin. Während das Westtor ungefähr in der Mitte der Längsseite liegt, sind Nord- und Südtor um 10 bis 15 Meter aus einer gedachten Mittelachse zur östlichen Flanke hin verschoben. Auch diese Zufahrten waren durch je ein Titulum gesichert. Spuren einer intensiven Innenbebauung konnten erneut nicht festgestellt werden, so dass von einer nur kurzzeitigen Nutzung ausgegangen werden sollte.

## Denkmalschutz
Der Burgus Burgsalach und die erwähnten Anlagen sind als Abschnitt des Obergermanisch-Rätischen Limes seit 2005 Teil des UNESCO-Welterbes. Außerdem sind sie vom Bayerischen Landesamt für Denkmalpflege (BLfD) als eingetragene Bodendenkmale im Sinne des Bayerischen Denkmalschutzgesetzes (BayDSchG) ausgewiesen (Burgsalach: D-5-6932-0111). Nachforschungen und gezieltes Sammeln von Funden sind daher erlaubnispflichtig, Zufallsfunde sind den Denkmalbehörden anzuzeigen.